# Zwemmen op de Paralympische Zomerspelen 2008
Op de XIIIe Paralympische Spelen die in 2008 werden gehouden in het Chinese Peking was zwemmen een van de 20 sporten die werd beoefend.

## Evenementen
Er stonden tijdens deze spelen 140 evenementen op het programma 81 voor de mannen en 59 voor de vrouwen. Er stond in 2008 geen estafette voor de vrouwen op het programma.
- 50 m rugslag
- 100 m rugslag

- 50 m schoolslag
- 100 m schoolslag

- 50 m vlinderslag
- 100 m vlinderslag

- 50 m vrije slag
- 100 m vrije slag
- 200 m vrije slag
- 400 m vrije slag

- 150 m wisselslag
- 200 m wisselslag

## Mannen
| Rank | Land     | Tijd    |
| ---- | -------- | ------- |
| 1    | China    | 2:18.15 |
| 2    | Spanje   | 2:18.73 |
| 3    | Brazilië | 2:30.17 |

| Rank | Land                | Tijd    |
| ---- | ------------------- | ------- |
| 1    | Verenigd Koninkrijk | 3:51.43 |
| 2    | Australië           | 3:53.59 |
| 3    | China               | 3:53.92 |

| Rank | Land     | Tijd    |
| ---- | -------- | ------- |
| 1    | China    | 2:33.15 |
| 2    | Brazilië | 2:39.31 |
| 3    | Spanje   | 2:40.38 |

| Rank | Land             | Tijd    |
| ---- | ---------------- | ------- |
| 1    | Australië        | 4:11.90 |
| 2    | China            | 4:12.67 |
| 3    | Verenigde Staten | 4:19.89 |

### 50 m vrije slag
| Klasse | Snelste tijd | Goud | Goud                 | Zilver | Zilver                   | Brons | Brons               |
| ------ | ------------ | ---- | -------------------- | ------ | ------------------------ | ----- | ------------------- |
| S2     | 1:04.85      | GRE  | Georgios Kapellakis  | RUS    | Dmitry Kokarev           | GBR   | Jim Anderson        |
| S3     | 42.60        | UKR  | Dmytro Vynohradets   | CHN    | Jianping Du              | KOR   | Min Byeong-Eon      |
| S4     | 37.89        | FRA  | David Smétanine      | ESP    | Richard Oribe            | CZE   | Jan Povysil         |
| S5     | 33.00        | UKR  | Dmytro Kryzhanovskyy | BRA    | Daniel Dias              | ESP   | Sebastián Rodríguez |
| S6     | 29.78        | CHN  | Qing Xu              | CHN    | Yuan Tang                | SWE   | Anders Olsson       |
| S7     | 27.95        | GBR  | David Roberts        | GBR    | Matt Walker              | USA   | Lantz Lamback       |
| S8     | 26.45        | CHN  | Wang Xiaofu          | AUS    | Peter Leek               | RUS   | Konstantin Lisenkov |
| S9     | 25.34        | AUS  | Matthew Cowdrey      | CHN    | Guo Zhi                  | CHN   | Xion Xiaoming       |
| S10    | 23.61        | BRA  | Andre Brasil         | BRA    | Phelipe Rodrigues        | CAN   | Benoit Huot         |
| S11    | 25.82        | ESP  | Enhamed Enhamed      | JPN    | Junichi Kawai            | RUS   | Alexander Chekurov  |
| S12    | 23.43        | UKR  | Maksym Veraska       | RUS    | Alexander Nevolin-Svetov | UKR   | Sergii Klippert     |
| S13    | 23.75        | UKR  | Oleksii Fedyna       | GRE    | Charalampos Taiganidis   | RUS   | Andrey Strokin      |

### 100 m vrije slag
| Klasse | Snelste tijd | Goud | Goud                   | Zilver | Zilver               | Brons | Brons                    |
| ------ | ------------ | ---- | ---------------------- | ------ | -------------------- | ----- | ------------------------ |
| S2     | 2:18.04      | RUS  | Dmitry Kokarev         | GRE    | Georgios Kapellakis  | GBR   | Jim Anderson             |
| S3     | 1:35.21      | CHN  | Jianping Du            | UKR    | Dmytro Vynohradets'  | CHN   | Hanhua Li                |
| S4     | 1:24.67      | FRA  | David Smétanine        | ESP    | Richard Oribe        | CZE   | Jan Povysil              |
| S5     | 1:11.05      | BRA  | Daniel Dias            | UKR    | Dmytro Kryzhanovskyy | USA   | Roy Perkins              |
| S6     | 1:05.95      | SWE  | Anders Olsson          | CHN    | Yuan Tang            | CHN   | Yuanrun Yang             |
| S7     | 1:00.35      | GBR  | David Roberts          | USA    | Lantz Lamback        | GBR   | Matt Walker              |
| S8     | 58.84        | CHN  | Xiaofu Wang            | RUS    | Konstantin Lisenkov  | AUS   | Peter Leek               |
| S9     | 55.30        | AUS  | Matthew Cowdrey        | CHN    | Zhi Guo              | HUN   | Tamas Sors               |
| S10    | 51.38        | BRA  | Andre Brasil           | BRA    | Phelipe Rodrigues    | CAN   | Benoit Huot              |
| S11    | 57.64        | ESP  | Enhamed Enhamed        | CHN    | Bozun Yang           | POL   | Grzegorz Polkowski       |
| S12    | 51.93        | UKR  | Maksym Veraska         | UKR    | Sergii Klippert      | RUS   | Alexander Nevolin-Svetov |
| S13    | 53.37        | GRE  | Charalampos Taiganidis | UKR    | Oleksii Fedyna       | UKR   | Danylo Chufarov          |

### 200 m vrije slag
| Klasse | Snelste tijd | Goud | Goud                | Zilver | Zilver              | Brons | Brons               |
| ------ | ------------ | ---- | ------------------- | ------ | ------------------- | ----- | ------------------- |
| S2     | 4:45.43      | RUS  | Dmitry Kokarev      | GBR    | Jim Anderson        | GRE   | Georgios Kapellakis |
| S3     | 3:22.98      | UKR  | Dmytro Vynohradets' | CHN    | Li Hanhua           | CHN   | Du Jianping         |
| S4     | 2:55.81      | ESP  | Richard Oribe       | FRA    | David Smétanine     | CZE   | Jan Povysil         |
| S5     | 2:32.32      | BRA  | Daniel Dias         | ESP    | Sebastián Rodríguez | GBR   | Anthony Stephens    |

### 400 m vrije slag
| Klasse | Snelste tijd | Goud | Goud            | Zilver | Zilver           | Brons | Brons                  |
| ------ | ------------ | ---- | --------------- | ------ | ---------------- | ----- | ---------------------- |
| S6     | 4:48.31      | SWE  | Anders Olsson   | IRL    | Darragh McDonald | GBR   | Matt Whorwood          |
| S7     | 4:52.35      | GBR  | David Roberts   | USA    | Lantz Lamback    | AUS   | Jay Dohnt              |
| S8     | 4:26.25      | GBR  | Sam Hynd        | AUS    | Peter Leek       | CHN   | Jiachao Wang           |
| S9     | 4:17.02      | ESP  | Jesús Collado   | AUS    | Matthew Cowdrey  | HUN   | Tamas Sors             |
| S10    | 4:05.84      | BRA  | Andre Brasil    | GBR    | Robert Welbourn  | CAN   | Benoit Huot            |
| S11    | 4:38.32      | ESP  | Enhamed Enhamed | CHN    | Bozun Yang       | CAN   | Donovan Tildesley      |
| S12    | 4:08.64      | BLR  | Sergei Punko    | ESP    | Enrique Floriano | UKR   | Sergii Klippert        |
| S13    | 4:14.02      | RSA  | Charl Bouwer    | UKR    | Danylo Chufarov  | GRE   | Charalampos Taiganidis |

### 50 m rugslag
| Klasse | Snelste tijd | Goud | Goud              | Zilver | Zilver           | Brons | Brons               |
| ------ | ------------ | ---- | ----------------- | ------ | ---------------- | ----- | ------------------- |
| S1     | 1:23.15      | GRE  | Christos Tampaxis | GRE    | Andreas Katsaros | POR   | João Martins        |
| S2     | 1:03.17      | RUS  | Dmitry Kokarev    | GBR    | Jim Anderson     | GRE   | Georgios Kapellakis |
| S3     | 44.31        | CHN  | Jianping Du       | KOR    | Byeong-Eon Min   | UKR   | Dmytro Vynohradets' |
| S4     | 42.77        | MEX  | Juan Reyes        | FRA    | David Smétanine  | CHN   | Huabin Zeng         |
| S5     | 35.28        | BRA  | Daniel Dias       | CHN    | Junquan He       | HUN   | Zsolt Vereczkei     |

### 100 m rugslag
| Klasse | Snelste tijd | Goud | Goud                     | Zilver | Zilver           | Brons | Brons             |
| ------ | ------------ | ---- | ------------------------ | ------ | ---------------- | ----- | ----------------- |
| S6     | 1:14.45      | RUS  | Igor Plotnikov           | CHN    | Yuanrun Yang     | CHN   | Yuan Tang         |
| S7     | 1:12.09      | USA  | Lantz Lamback            | GBR    | Jon Fox          | ARG   | Guillermo Marro   |
| S8     | 1:06.33      | RUS  | Konstantin Lisenkov      | AUS    | Peter Leek       | GBR   | Sean Fraser       |
| S9     | 1:03.34      | AUS  | Matthew Cowdrey          | CHN    | Zhi Guo          | USA   | Jarrett Perry     |
| S10    | 1:01.29      | USA  | Justin Zook              | AUS    | Michael Anderson | EST   | Kardo Ploomipuu   |
| S11    | 1:07.74      | CHN  | Bozun Yang               | POL    | Damian Pietrasik | UKR   | Viktor Smyrnov    |
| S12    | 59.37        | RUS  | Alexander Nevolin-Svetov | UKR    | Sergii Klippert  | UKR   | Maksym Veraska    |
| S13    | 59.85        | GRE  | Charalampos Taiganidis   | UKR    | Oleksii Fedyna   | UKR   | Dmytro Aleksyeyev |

### 50 m schoolslag
| Klasse | Snelste tijd | Goud | Goud            | Zilver | Zilver      | Brons | Brons        |
| ------ | ------------ | ---- | --------------- | ------ | ----------- | ----- | ------------ |
| SB3    | 49.06        | JPN  | Takayuki Suzuki | ESP    | Vicente Gil | ESP   | Miguel Luque |

### 100 m schoolslag
| Klasse | Snelste tijd | Goud | Goud                 | Zilver | Zilver         | Brons | Brons              |
| ------ | ------------ | ---- | -------------------- | ------ | -------------- | ----- | ------------------ |
| SB4    | 1:36.61      | ESP  | Ricardo Ten          | BRA    | Daniel Dias    | COL   | Moisés Fuentes     |
| SB5    | 1:34.69      | MEX  | Pedro Rangel         | GER    | Thomas Grimm   | RSA   | Tadhg Slattery     |
| SB6    | 1:27.22      | RUS  | Alexey Fomenko       | GBR    | Gareth Duke    | GBR   | Matt Whorwood      |
| SB7    | 1:22.18      | GBR  | Sascha Kindred       | AUS    | Blake Cochrane | USA   | Rudy Garcia-Tolson |
| SB8    | 1:07.01      | UKR  | Andriy Kalyna        | CHN    | Xiaofu Wang    | ESP   | Alejandro Sánchez  |
| SB9    | 1:08.58      | RSA  | Kevin Paul           | CHN    | Furong Lin     | RUS   | Denis Dorogaev     |
| SB11   | 1:12.36      | UKR  | Oleksandr Mashchenko | CHN    | Bozun Yang     | UKR   | Viktor Smyrnov     |
| SB12   | 1:07.46      | UKR  | Maksym Veraska       | BLR    | Sergei Punko   | UKR   | Sergii Klippert    |
| SB13   | 1:04.63      | UKR  | Oleksii Fedyna       | NZL    | Daniel Sharp   | BLR   | Uladzimir Izotau   |

### 50 m vlinderslag
| Klasse | Snelste tijd | Goud | Goud        | Zilver | Zilver        | Brons | Brons          |
| ------ | ------------ | ---- | ----------- | ------ | ------------- | ----- | -------------- |
| S5     | 35.95        | USA  | Roy Perkins | BRA    | Daniel Dias   | CHN   | Junquan He     |
| S6     | 30.79        | CHN  | Xu Qing     | JPN    | Kyosuke Oyama | GBR   | Sascha Kindred |
| S7     | 30.37        | CHN  | Rong Tian   | GBR    | Matt Walker   | CHN   | Mang Pei       |

### 100 m vlinderslag
| Klasse | Snelste tijd | Goud | Goud            | Zilver | Zilver                 | Brons | Brons               |
| ------ | ------------ | ---- | --------------- | ------ | ---------------------- | ----- | ------------------- |
| S8     | 1:00.95      | AUS  | Peter Leek      | CHN    | Wei Yanpeng            | CHN   | Wang Xiaofu         |
| S9     | 59.34        | HUN  | Tamas Sors      | AUS    | Matthew Cowdrey        | CHN   | Guo Zhi             |
| S10    | 54.27        | BRA  | Andre Brasil    | ESP    | David Julian Levecq    | NED   | Mike van der Zanden |
| S11    | 59.04        | ESP  | Enhamed Enhamed | UKR    | Oleksandr Mashchenko   | JPN   | Junichi Kawai       |
| S11    | 59.04        | ESP  | Enhamed Enhamed | UKR    | Oleksandr Mashchenko   | UKR   | Viktor Smyrnov      |
| S12    | 51.93        | BLR  | Raman Makarau   | BLR    | Sergei Punko           | UKR   | Anton Stabrovskyy   |
| S13    | 53.37        | BLR  | Dzmitry Salei   | GRE    | Charalampos Taiganidis | RUS   | Andrey Strokin      |

### 150 m wisselslag
| Klasse | Snelste tijd | Goud | Goud           | Zilver | Zilver                | Brons | Brons           |
| ------ | ------------ | ---- | -------------- | ------ | --------------------- | ----- | --------------- |
| SM4    | 2:33.57      | NZL  | Cameron Leslie | ESP    | Vicente Javier Torres | JPN   | Takayuki Suzuki |

### 200 m wisselslag
| Klasse | Snelste tijd | Goud | Goud               | Zilver | Zilver                   | Brons | Brons             |
| ------ | ------------ | ---- | ------------------ | ------ | ------------------------ | ----- | ----------------- |
| SM5    | 2:52.60      | BRA  | Daniel Dias        | CHN    | Junquan He               | ESP   | Pablo Cimadevila  |
| SM6    | 2:42.19      | GBR  | Sascha Kindred     | CHN    | Yuanrun Yang             | CHN   | Qing Xu           |
| SM7    | 2:35.92      | USA  | Rudy Garcia-Tolson | CHN    | Tian Rong                | GBR   | Matt Walker       |
| SM8    | 2:20.92      | AUS  | Peter Leek         | CHN    | Jiachao Wang             | GBR   | Sam Hynd          |
| SM9    | 2:13.60      | AUS  | Matthew Cowdrey    | UKR    | Andriy Kalyna            | USA   | Cody Bureau       |
| SM10   | 2:12.78      | AUS  | Rick Pendleton     | BRA    | Andre Brasil             | CAN   | Benoit Huot       |
| SM12   | 2:12.71      | UKR  | Maksym Veraska     | RUS    | Alexander Nevolin-Svetov | UKR   | Sergii Klippert   |
| SM13   | 2:13.84      | UKR  | Oleksii Fedyna     | GRE    | Charalampos Taiganidis   | UKR   | Dmytro Aleksyeyev |

## Vrouwen

### 50 m vrije slag
| Klasse | Snelste tijd | Goud | Goud                    | Zilver | Zilver               | Brons | Brons             |
| ------ | ------------ | ---- | ----------------------- | ------ | -------------------- | ----- | ----------------- |
| S3     | 57.05        | MEX  | Patricia Valle          | SGP    | Pin Xiu Yip          | GBR   | Fran Williamson   |
| S4     | 46.27        | MEX  | Nely Miranda            | USA    | Cheryl Angelelli     | BRA   | Edenia Garcia     |
| S5     | 35.88        | ESP  | Maria Teresa Perales    | CZE    | Bela Hlavackova      | UKR   | Olena Akopyan     |
| S6     | 35.60        | NED  | Mirjam De Koning-Peper  | MEX    | Doramitzi González   | GBR   | Natalie Jones     |
| S7     | 33.84        | USA  | Cortney Jordan          | USA    | Erin Popovich        | GER   | Kirsten Bruhn     |
| S8     | 32.09        | NOR  | Cecilie Drabsch Norland | USA    | Amanda Everlove      | AUS   | Jacqueline Freney |
| S9     | 29.20        | RSA  | Natalie du Toit         | RUS    | Irina Grazhdanova    | GBR   | Louise Watkin     |
| S10    | 28.51        | CAN  | Anne Polinario          | POL    | Katarzyna Pawlik     | AUS   | Katrina Lewis     |
| S11    | 31.39        | ITA  | Maria Poiani Panigati   | ITA    | Cecilia Camellini    | BRA   | Fabiana Sugimori  |
| S12    | 27.07        | RUS  | Oxana Savchenko         | RUS    | Anna Efimenko        | ESP   | Deborah Font      |
| S13    | 27.85        | USA  | Kelley Becherer         | CAN    | Valerie Grand'Maison | UKR   | Iryna Balashova   |

### 100 m vrije slag
| Klasse | Snelste tijd | Goud | Goud                 | Zilver | Zilver                 | Brons | Brons              |
| ------ | ------------ | ---- | -------------------- | ------ | ---------------------- | ----- | ------------------ |
| S4     | 1:44.11      | MEX  | Nely Miranda         | USA    | Cheryl Angelelli       | USA   | Aimee Bruder       |
| S5     | 1:16.65      | ESP  | Maria Teresa Perales | ISR    | Inbal Pezaro           | CZE   | Bela Hlavackova    |
| S6     | 1:18.75      | GBR  | Eleanor Simmonds     | NED    | Mirjam De Koning-Peper | MEX   | Doramitzi González |
| S7     | 1:11.82      | USA  | Erin Popovich        | USA    | Cortney Jordan         | GER   | Kirsten Bruhn      |
| S8     | 1:06.81      | USA  | Jessica Long         | GBR    | Heather Frederiksen    | AUS   | Jacqueline Freney  |
| S9     | 1:01.44      | RSA  | Natalie du Toit      | GBR    | Louise Watkin          | CAN   | Stephanie Dixon    |
| S10    | 1:01.57      | USA  | Ashley Owens         | POL    | Katarzyna Pawlik       | USA   | Anna Eames         |
| S11    | 1:08.96      | CHN  | Qing Xie             | ITA    | Cecilia Camellini      | GER   | Daniela Schulte    |
| S12    | 59.47        | RUS  | Oxana Savchenko      | RUS    | Anna Efimenko          | POL   | Joanna Mendak      |
| S13    | 58.87        | CAN  | Valerie Grand'Maison | CAN    | Chelsey Gotell         | USA   | Kelley Becherer    |

### 200 m vrije slag
| Klasse | Snelste tijd | Goud | Goud                 | Zilver | Zilver       | Brons | Brons         |
| ------ | ------------ | ---- | -------------------- | ------ | ------------ | ----- | ------------- |
| S5     | 2:47.47      | ESP  | Maria Teresa Perales | ISR    | Inbal Pezaro | UKR   | Olena Akopyan |

### 400 m vrije slag
| Klasse | Snelste tijd | Goud | Goud                 | Zilver | Zilver                 | Brons | Brons             |
| ------ | ------------ | ---- | -------------------- | ------ | ---------------------- | ----- | ----------------- |
| S6     | 5:41.34      | GBR  | Eleanor Simmonds     | NED    | Mirjam De Koning-Peper | GER   | Maria Goetze      |
| S7     | 5:17.41      | USA  | Erin Popovich        | USA    | Cortney Jordan         | GER   | Kirsten Bruhn     |
| S8     | 4:50.17      | USA  | Jessica Long         | GBR    | Heather Frederiksen    | AUS   | Jacqueline Freney |
| S9     | 4:23.81      | RSA  | Natalie du Toit      | CAN    | Stephanie Dixon        | AUS   | Ellie Cole        |
| S10    | 4:33.15      | POL  | Katarzyna Pawlik     | USA    | Ashley Owens           | USA   | Susan Beth Scott  |
| S13    | 4:28.64      | CAN  | Valerie Grand'Maison | RUS    | Anna Efimenko          | USA   | Kelley Becherer   |
| S13    | 4:28.64      | CAN  | Valerie Grand'Maison | RUS    | Anna Efimenko          | CAN   | Chelsey Gotell    |

### 50 m rugslag
| Klasse | Snelste tijd | Goud | Goud               | Zilver | Zilver               | Brons | Brons            |
| ------ | ------------ | ---- | ------------------ | ------ | -------------------- | ----- | ---------------- |
| S2     | 1:13.64      | UKR  | Ganna Ielisavetska | UKR    | Iryna Sotska         | ESP   | Sara Carracelas  |
| S3     | 58.75        | SGP  | Pin Xiu Yip        | GBR    | Fran Williamson      | CHN   | Xia Jiangbo      |
| S5     | 41.03        | CZE  | Bela Hlavackova    | ESP    | Maria Teresa Perales | DEN   | Karina Lauridsen |

### 100 m rugslag
| Klasse | Snelste tijd | Goud    | Goud                         | Zilver | Zilver               | Brons | Brons              |
| ------ | ------------ | ------- | ---------------------------- | ------ | -------------------- | ----- | ------------------ |
| S6     | 1:28.34      | NED     | Mirjam De Koning-Peper       | GBR    | Nyree Lewis          | CHN   | Fuying Jiang       |
| S7     | 1:24.30      | AUS     | Katrina Porter               | GER    | Kirsten Bruhn        | NED   | Chantal Boonacker  |
| S8     | 1:16.74      | GBR     | Heather Frederiksen          | USA    | Jessica Long         | NOR   | Mariann Vestbostad |
| S9     | 1:09.30      | CAN     | Stephanie Dixon              | USA    | Elizabeth Stone      | AUS   | Ellie Cole         |
| S10    | 1:10.57      | NZL RSA | Sophie Pascoe Shireen Sapiro |        |                      | ESP   | Esther Morales     |
| S13    | 1:09.09      | CAN     | Chelsey Gotell               | CAN    | Valerie Grand'Maison | RUS   | Anna Efimenko      |

### 100 m schoolslag
| Klasse | Snelste tijd | Goud | Goud                 | Zilver | Zilver          | Brons | Brons                |
| ------ | ------------ | ---- | -------------------- | ------ | --------------- | ----- | -------------------- |
| SB4    | 1:55.55      | CZE  | Bela Hlavackova      | ISR    | Inbal Pezaro    | ESP   | Maria Teresa Perales |
| SB5    | 1:36.92      | GER  | Kirsten Bruhn        | FRA    | Rachel Lardiere | HUN   | Gitta Raczko         |
| SB6    | 1:41.87      | GBR  | Elizabeth Johnson    | AUS    | Sarah Bowen     | USA   | Deborah Gruen        |
| SB7    | 1:31.60      | USA  | Erin Popovich        | CHN    | Min Huang       | USA   | Jessica Long         |
| SB8    | 1:20.58      | RUS  | Olesya Vladykina     | POL    | Paulina Wozniak | GBR   | Claire Cashmore      |
| SB9    | 1:22.58      | NZL  | Sophie Pascoe        | ESP    | Sarai Gascón    | GBR   | Louise Watkin        |
| SB12   | 1:17.58      | CYP  | Karolina Pelendritou | ESP    | Sandra Gomez    | UKR   | Yaryna Matlo         |

### 50 m vlinderslag
| Klasse | Snelste tijd | Goud | Goud         | Zilver | Zilver              | Brons | Brons            |
| ------ | ------------ | ---- | ------------ | ------ | ------------------- | ----- | ---------------- |
| S6     | 38.44        | CHN  | Fuying Jiang | RUS    | Anastasia Diodorova | UKR   | Olena Akopyan    |
| S7     | 34.47        | CHN  | Min Huang    | USA    | Erin Popovich       | BRA   | Veronica Almeida |

### 100 m vlinderslag
| Klasse | Snelste tijd | Goud | Goud                 | Zilver | Zilver                | Brons | Brons              |
| ------ | ------------ | ---- | -------------------- | ------ | --------------------- | ----- | ------------------ |
| S8     | 1:11.96      | USA  | Jessica Long         | USA    | Amanda Everlove       | CHN   | Jin Xiaoqin        |
| S9     | 1:06.74      | RSA  | Natalie du Toit      | AUS    | Ellie Cole            | AUS   | Annabelle Williams |
| S10    | 1:09.44      | USA  | Anna Eames           | NZL    | Sophie Pascoe         | CHN   | Shuai Wang         |
| S12    | 1:03.34      | POL  | Joanna Mendak        | ESP    | Ana García-Arcicollar | UKR   | Yuliya Volkova     |
| S13    | 1:06.49      | CAN  | Valérie Grand'Maison | CAN    | Kirby Cote            | CAN   | Chelsey Gotell     |

### 150 m wisselslag
| Klasse | Snelste tijd | Goud | Goud             | Zilver | Zilver          | Brons | Brons          |
| ------ | ------------ | ---- | ---------------- | ------ | --------------- | ----- | -------------- |
| SM4    | 2:47.84      | DEN  | Karina Lauridsen | AUS    | Marayke Jonkers | MEX   | Patricia Valle |

### 200 m wisselslag
| Klasse | Snelste tijd | Goud | Goud            | Zilver | Zilver          | Brons | Brons                |
| ------ | ------------ | ---- | --------------- | ------ | --------------- | ----- | -------------------- |
| SM6    | 3:13.05      | USA  | Miranda Uhl     | GER    | Maria Goetze    | GBR   | Natalie Jones        |
| SM7    | 2:54.61      | USA  | Erin Popovich   | CHN    | Huang Min       | USA   | Cortney Jordan       |
| SM8    | 2:41.85      | USA  | Jessica Long    | USA    | Amanda Everlove | GBR   | Heather Frederiksen  |
| SM9    | 2:27.83      | RSA  | Natalie du Toit | CAN    | Stephanie Dixon | GBR   | Louise Watkin        |
| SM10   | 2:35.21      | NZL  | Sophie Pascoe   | FRA    | Elodie Lorandi  | POL   | Katarzyna Pawlik     |
| SM12   | 2:30.55      | RUS  | Oxana Savchenko | POL    | Joanna Mendak   | CYP   | Karolina Pelendritou |
| SM13   | 2:28.15      | CAN  | Chelsey Gotell  | CAN    | Kirby Cote      | CAN   | Valérie Grand'Maison |

## Uitslagen Belgische deelnemers
| Plaats          | Afstand                 | Categorie | Naam               | Tijd/Punten |
| --------------- | ----------------------- | --------- | ------------------ | ----------- |
| 5               | Mannen 50 m vlinderslag | S7        | Kevin Lambrechts   | 33.80       |
| 5de in de heats | Mannen 100 m Rugslag    | S7        | Kevin Lambrechts   | 1:20.50     |
| 5de in de heats | Mannen 100 m Rugslag    | S10       | Sven Decaesstecker | 1:05.44     |
| 4de in de heats | Mannen 100 m schoolslag | SB9       | Sven Decaesstecker | 1:14.30     |
| 6               | Mannen 200 m wisselslag | SM7       | Kevin Lambrechts   | 2:54.98     |
| 4               | Mannen 200 m wisselslag | SM10      | Sven Decaesstecker | 2:16.21     |

## Uitslagen Nederlandse deelnemers
| Plaats          | Afstand                  | Categorie | Naam                   | Tijd/Punten |
| --------------- | ------------------------ | --------- | ---------------------- | ----------- |
| 4               | Vrouwen 50 m Rugslag     | S5        | Lisette Teunissen      | 50.87       |
| 5de in de heats | Vrouwen 50 m vlinderslag | S7        | Bernadette Massar      | 45.53       |
| 4de in de heats | Vrouwen 50 m vrije slag  | S5        | Lisette Teunissen      | 45.68       |
| Goud            | Vrouwen 50 m vrije slag  | S6        | Mirjam de Koning-Peper | 35.60       |
| 4               | Vrouwen 50 m vrije slag  | S7        | Chantal Boonacker      | 34.54       |
| 8               | Vrouwen 50 m vrije slag  | S9        | Mendy Meenderink       | 31.20       |
| 6de in de heats | Mannen 50 m vrije slag   | S13       | Michel Tielbeke        | 26.52       |
| Goud            | Vrouwen 100 m Rugslag    | S6        | Mirjam de Koning-Peper | 1:28.34     |
| Brons           | Vrouwen 100 m Rugslag    | S7        | Chantal Boonacker      | 1:26.30     |
| 6               | Vrouwen 100 m schoolslag | SB7       | Bernadette Massar      | 1:49.29     |
| 6de in de heats | Mannen 100 m schoolslag  | SB13      | Michel Tielbeke        | 1:14.48     |
| Brons           | Mannen 100 m vlinderslag | S10       | Mike van der Zanden    | 59.39       |
| 5de in de heats | Mannen 100 m vlinderslag | S13       | Michel Tielbeke        | 1:03.94     |
| Zilver          | Vrouwen 100 m vrije slag | S6        | Mirjam de Koning-Peper | 1:19.29     |
| 4               | Vrouwen 100 m vrije slag | S7        | Chantal Boonacker      | 1:14.59     |
| 5de in de heats | Vrouwen 100 m vrije slag | S9        | Mendy Meenderink       | 1:06.85     |
| 4de in de heats | Mannen 100 m vrije slag  | S10       | Mike van der Zanden    | 56.20       |
| 5               | Vrouwen 200 m vrije slag | S5        | Lisette Teunissen      | 3:22.89     |
| 4de in de heats | Mannen 200 m wisselslag  | SM10      | Mike van der Zanden    | 2:24.56     |
| 8               | Mannen 200 m wisselslag  | SM13      | Michel Tielbeke        | 2:25.36     |
| Zilver          | Vrouwen 400 m vrije slag | S6        | Mirjam de Koning-Peper | 5:43.76     |
| 4               | Vrouwen 400 m vrije slag | S7        | Chantal Boonacker      | 5:35.31     |
| 4de in de heats | Vrouwen 400 m vrije slag | S9        | Mendy Meenderink       | 5:06.97     |
| 4de in de heats | Mannen 400 m vrije slag  | S10       | Mike van der Zanden    | 4:28.40     |

Atletiek · Bankdrukken · Basketbal · Blindenvoetbal · Boogschieten · Boccia · CP-voetbal · Goalball · Judo · Paardensport · Roeien · Rugby · Schermen · Schietsport · Tafeltennis · Tennis · Volleybal · Wielersport · Zeilen · Zwemmen
Rome 1960 ·
Tokio 1964 ·
Tel Aviv 1968 ·
Heidelberg 1972 ·
Toronto 1976 ·
Arnhem 1980 ·
New York & Stoke Mandeville 1984 ·
Seoel 1988 ·
Barcelona 1992 ·
Atlanta 1996 ·
Sydney 2000 ·
Athene 2004 ·
Peking 2008 ·
Londen 2012 ·
Rio de Janeiro 2016 ·
Tokio 2020 ·
Parijs 2024 ·
Los Angeles 2028